# Coś z Odysa
Coś z Odysa – album polskiej piosenkarki Eleni, wydany w 2001 roku nakładem wydawnictwa muzycznego Pomaton EMI.
Płyta miała swoją premierę 14 lipca 2001 roku. Nagraną ja w prywatnym studiu artystki. Eleni zaprosiła do współpracy dwóch tenorów: Wiesława Ochmana i Paulosa Raptisa. Na buzuki oraz dzuras grał grecki instrumentalista Jannis Sinanis.

## Lista utworów
Na krążku znalazły się następujące utwory: 
| 1.  | "Coś z Odysa"                                        |  |
|     | - muzyka: Aleksander Białous, tekst: Jacek Bukowski  |  |
| 2.  | "Postaw na mnie, a zatrzymam deszcz"                 |  |
|     | - muzyka: Romuald Lipko, tekst: Marek Dutkiewicz     |  |
| 3.  | "Grajmy o miłość"                                    |  |
|     | - muzyka: Kostas Dzokas, tekst: Andrzej Mogielnicki  |  |
| 4.  | "Czas pięknie żyć"                                   |  |
|     | - muzyka: Piotr Kałużny, tekst: Andrzej Kuryło       |  |
| 5.  | "Nie szukajmy wspomnień"                             |  |
|     | - muzyka: Aleksander Białous, tekst: Lech Konopiński |  |
| 6.  | "Nie czekam na miłość"                               |  |
|     | - muzyka: Andrzej Ellmann, tekst: Andrzej Kuryło     |  |
| 7.  | "Chłodny gość"                                       |  |
|     | - muzyka: Kostas Dzokas, tekst: W. Mikołajewski      |  |
| 8.  | "Strzeż się dobrych przyjaciół"                      |  |
|     | - muzyka: Piotr Kałużny, tekst: Andrzej Kuryło       |  |
| 9.  | "Co noc"                                             |  |
|     | - muzyka: Andrzej Ellmann, tekst: Lech Konopińśki    |  |
| 10. | "Pod żaglami piosenki"                               |  |
|     | - muzyka: Mariusz Rybicki, tekst: Jacek Bukowski     |  |
| 11. | "Na przekór nam"                                     |  |
|     | - muzyka: Aleksander Białous, tekst: Jacek Bukowski  |  |
| 12. | "Kto ci w życiu więcej da"                           |  |
|     | - muzyka: Kostas Dzokas, tekst: Bogdan Olewicz       |  |
| 13. | "Nic nie przyjdzie samo"                             |  |
|     | - muzyka: Piotr Kałużny, tekst: Marek Gaszyński      |  |
| 14. | "Przystań pod gwiazdami" (duet z Paulosem Raptisem)  |  |
|     | - muzyka: Kostas Dzokas, tekst: Lech Konopiński      |  |
| 15. | "Bez ciebie świat" (duet z Wiesławem Ochmanem)       |  |
|     | - muzyka: Andrzej Ellmann, tekst: Lech Konopiński    |  |